# 570 Lexington Avenue
570 Lexington Avenue, également connu sous le nom de General Electric Building, est un gratte-ciel situé à Manhattan, New York, à l'intersection de Lexington Avenue et de la 50e rue. Construit en 1931, de style Art déco avec des éléments de style néogothique, l'immeuble est haut de 195 mètres.